# التلفاز في الكويت
التلفاز في الكويت، تعتبر الكويت أول دولة خليجية تؤسس محطة تلفزيونية رسمية، حيث بدأ تلفزيون الكويت بثه الرسمي في 15 نوفمبر 1961 وذلك من الحي الشرقي من مدينة الكويت، وكان المقر في تلك الفترة عبارة عن شبرات تتوزع عليها كل أنشطة التلفاز من إخراج وبث للبرامج والأخبار والإدارة وكل قطاعات التلفاز، وكان بث البرامج باللونين الأبيض والأسود لمدة أربع ساعات يوميًا، وكان بث التلفزيون يلتقط في بقية أقطار الخليج بوضوح في الأوقات التي تشتد الرطوبة صيفًا. وقامت الكويت في عام 1969 بإنشاء محطة إرسال تلفزيوني في دبي تحت اسم «تلفزيون الكويت من دبي». وقبل أنطلاق التلفزيون الرسمي بسنوات طويلة، عرفت الكويت بثًا تلفزيونيًا خاصًا على نطاق محدود.
ويعتبر التلفزين الكويتي الأنجح في منطقة الخليج العربي حيث ساهم كثيرًا في تطور الدراما التلفزيونية في الكويت ومنطقة الخليج. ولم يكن بالكويت قنوات خاصة وكان التلفزيون الرسمي هو المسيطر إلى أن فتح المجال لإنشاء قنوات خاصة، وكانت البداية بعام 2004 عندما افتتحت قناة الراي كأول قناة فضائية كويتية خاصة، وتوالى بعد ذلك إنشاء القنوات الخاصة مثل قناة فنون و قناة الوطن. ولتلفزيون الكويت الآن ستة قنوات تبث أرضيًا وفضائيًا، بينما القنوات الخاصة التي تبث من الكويت فمنها (قناة الراي، قناة الوطن وقناة فنون).
التلفاز في الكويت من أكثر الأقسام ازدهارًا. القناة الرسمية لدولة الكويت هي قناة الكويت وتتضمن 11 قناة:
- القناة الأولى
- القناة الثانية الناطقة بالإنجليزية
- القناة الرياضية (الثالثة سابقًا)
- القناة الرياضية بلس
- القناة الرياضية اكسترا[4]
- القناة الإخبار
- قناة إثراء
- قناة العربي
- قناة كويت بلس
- القناة الأولى HD
- القناة الثانية HD
- القناة الثالثة HD
- قناة القرين (تراثية)
- قناة القرين HD
- قناة المجلس
- منصة 51

## القنوات التي تبث من الكويت
بالإضافة إلى القنوات الرسمية الحكومية، هذه قنوات خاصة:

### قنوات دينية
- قناة الأنوار
- قناة الأنوار 2
- قناة العفاسي
- قناة الرسالة

### قنوات أخرى
- قناة فنون
- قناة الراي
- قناة المشكاة
- قناة العدالة
- قناة المختلف
- قناة سكوب
- قناة الوطن (تم إيقاف البث)
- قناة الوطن بلس (تم إيقاف البث)
- قناة البيرق
- قناة الصباح
- قناة الكوت